# Мисін Олександр Павлович
Мисін Олександр Павлович (20.06.1920 — 25.08.1989) — радянський офіцер, учасник Радянсько-німецької війни, командир 1-ї стрілецької роти 231-го гвардійського стрілецького полку 75-ї гвардійської стрілецької дивізії 30-го стрілецького корпусу 60-ї Армії Центрального фронту, Герой Радянського Союзу (17.10.1943), гвардії старший лейтенант, пізніше гвардії підполковник.

## Біографія
Народився 20 липня 1920 року в м. Олександрівськ-Грушевський, зараз м. Шахти, Ростовська область в родині робітника. Закінчив педагогічний технікум, працював заступником директора школи.
В Червоній Армії з 1939 року. В 1941 році закінчив Сталинградське військово-політичне училище. На фронті з червня 1941 року. Кілька разів був поранений.
Особливо відзначився при форсуванні ріки Дніпро північніше Києва восени 1943 року, у боях при захопленні та утриманні плацдарму на правому березі Дніпра в районі сіл Глібівка та Ясногородка (Вишгородський район Київської області). Командир 231-го гвардійського стрілецького полку гвардії підполковник Маковецький Ф. Є. в наградному листі написав, що вночі з 24 на 25 вересня 1943 року рота під командуванням Мисіна першою в полку форсувала Дніпро, очистила правий берег від противника і створила плацдарм для подальшого форсування Дніпра полком.
28.09.1943 року рота відбила три атаки переважаючих сил противника. Коли притивник підійшов впритул і почав закидувати роту гранатами, командир роти особисто брав участь у відбитті атаки. В бою було знищено 40 ворогів, німці не витримали і відступили.
Указом Президії Верховної Ради СРСР від 17 жовтня 1943 року за мужність і героїзм проявлені при форсуванні Дніпра і утриманні плацдарму гвардії старшому лейтенанту Мисіну Олександру Павловичу присвоєне звання Героя Радянського Союзу з врученням ордена Леніна і медалі «Золота Зірка».
Війну гвардії майор Мисін О. П. закінчував на посаді заступника командира 210-го гвардійського стрілецького Полоцького полку 71-ї гвардійської стрілецької дивізії. Командир полку гвардії підполковник Філатов в наградному листі написав, що в тяжких умовах боїв в районі населеного пункту Симонії Латиської ССР 25 лютого 1945 року, коли командир батальйону і більшість офіцерського складу вийшли зі строю, а ворог по кілька разів на день кидав маси танків і самоходок на порядки батальйону, Мисін взяв на себе командування батальйоном і своїми вмілими та рішучими діями організував відбиття 6 конртатак противника, не допустивши його до бойових порядків батальйону. Мисін був нагороджений орденом Вітчизняної війни 1 ступеня.
З 1946 року гвардії підполковник Мисін О. П. у запасі. Він жив у м. Рига, працював заступником директора готелю «Даугава».
Помер 25 серпня 1989 року. Похований у м. Рига на Гарнізонному кладовищі.

## Нагороди
- медаль «Золота Зірка» № 1565 Героя Радянського Союзу (17 жовтня 1943)
- Орден Леніна
- Орден Вітчизняної війни 1 ступеня
- Орден Вітчизняної війни 1 ступеня
- Медалі